# Kallang
Kallang (chiń. 加冷河) – najdłuższa rzeka Singapuru o długości 10 kilometrów. Wypływa z rezerwatu Lower Peirce Reservoir i wpada do morza w północnej części wyspy.